# Nennt mich nicht Ismael!
Nennt mich nicht Ismael! ist ein Jugendroman des australischen Autors Michael Gerard Bauer. Das Original Don't Call Me Ishmael! erschien 2006, die deutsche Übersetzung 2008. In dem 300 Seiten umfassenden Roman werden die Erlebnisse eines Neuntklässlers dargestellt.

## Handlung
Der 14-jährige Ismael Leseur wurde nach dem Ich-Erzähler aus Herman Melvilles Roman Moby Dick benannt. Ismael hasst seinen Namen und glaubt, dass er am „Ismael-Leseur-Syndrom“ leide, das ein normales Leben unmöglich mache.
An seiner Schule, dem St. Daniel’s Boys College, wird er von seinem Mitschüler Barry Bagsley auch wegen seines Namens drangsaliert. Ismael nimmt dies hin, ohne sich zu wehren. Seine Situation verbessert sich erst, als er Freundschaft mit seinem neuen Mitschüler James Scobie schließt, der sich gegen Barry erfolgreich mit Worten zur Wehr setzt. Scobie behauptet, keine Angst haben zu können. Barry testet dies aus, indem er Insekten und Spinnen in Scobies Pult platziert. Als Scobie bei deren Auftauchen ruhig bleibt, steigt seine Anerkennung in der Schule. Scobie festigt seinen guten Ruf weiter, indem er die ansonsten erfolglose Rugbymannschaft der Schule durch eine mitreißende Rede zum Sieg führt.
Scobie gründet einen Debattierclub und überzeugt Ismael beizutreten. Ismael redet ungern vor anderen Menschen, soll aber die schriftliche Vorbereitung für die übrigen Gruppenmitglieder übernehmen. Weitere Mitglieder des Clubs sind der extravertierte Razza, der Science-Fiction- und Fantasy-Fan Bill sowie der hochintelligente Ignatius. Der Club tritt überaus erfolgreich gegen andere Schulen in wettkampfartigen Wortstreiten an. Ismael muss in der letzten Runde als Ersatzmann einspringen und versagt, als er im direkten Rededuell gegen Kelly Faulkner antritt, in die er heimlich verliebt ist. Trotzdem schafft es die Mannschaft in das Halbfinale, wo sie aber auf Scobie verzichten muss, da die Ärzte einen Nachfolger vom Hirntumor „einen Schatten“ bei ihm vermuten. Trotz guter Leistung, auch von Ismael, scheidet die Mannschaft aus.
Nachdem Ismael Kelly Faulkners kleinen Bruder gegen Barry unterstützt hat, ohne zu wissen, wem er geholfen hat, bedankt sich Kelly bei ihm und die beiden kommen ins Gespräch. Kelly überzeugt Ismael, den Roman Moby Dick zu lesen. Nach der Lektüre des Buchs glaubt Ismael zu erkennen, dass er keine Ähnlichkeit mit Kapitän Ahab habe.
Seitdem Scobie aufgrund seiner Erkrankung nicht mehr zur Schule geht, drangsaliert Barry wieder Mitschüler, vor allem Bill. Als Barry Bills Urkunde für die erfolgreiche Teilnahme am Debattierclub beschmiert hat, beschließt Ismael, sich an Barry zu rächen. Ismael soll auf der traditionellen Veranstaltung zum Schuljahresende eine Rede halten. In seinen Redeentwurf baut er als Abschluss ein Gebet ein, welches Barry vor dessen Eltern und der ganzen Schule demütigen würde. Barry erhält eine Kopie dieses Entwurfs und bekommt während Ismaels Rede panische Angst. Am Ende seiner Rede verschont Ismael aber Barry, um nicht dessen Eltern und den übrigen Menschen den Abend zu ruinieren. Als Barry nach der Veranstaltung Konsequenzen für das nächste Schuljahr androht, hält Ismael ihm mit Worten stand und bleibt gelassen.
Ismael erfährt, dass sich bei Scobie der Verdacht auf einen Hirntumor nicht bestätigt hat. Kelly lädt Ismael zu einer Party ein und gibt ihm ihre Telefonnummer.

## Hauptpersonen

### Ismael Leseur
Der 14-jährige Erzähler und Protagonist kann gut mit der geschriebenen Sprache umgehen, dennoch hat er große Angst davor, vor Menschen zu sprechen. Er hat wenig Selbstvertrauen und fühlt sich seinen erfolgreichen Familienmitgliedern unterlegen. Ismael ist verliebt in Kelly Faulkner, die er von einem Debattier-Workshop kennt. Seine Freunde sind die Mitglieder seines Debattierclubs, vor allem James Scobie und Orazio Zorzotto. Ismael leidet unter dem Verhalten seines Mitschülers Barry Bagsley, von dem er gemobbt wird.
Er erklärt sich sein Verhalten mit seiner selbsterfundenen Verhaltensstörung, dem Ismael-Leseur-Syndrom.

### James Scobie
James Scobie, 14 Jahre, wurde einst wegen eines Gehirntumors operiert und behauptet, dass er seitdem keine Angst mehr empfinden kann. Er ist klein und verzieht sein Gesicht immer zu komischen Grimassen. Aufgrund seiner Intelligenz und seines Mutes behauptet er sich in der Schule gegen den mobbenden Barry Bagsley. Er ist außerdem Ismael gegenüber ein sehr guter Freund und ihm eine große Hilfe beim Debattierclub.

### Orazio Zorzotto
Orazio Zorzotto, meist genannt Razza, ist ein ausgezeichneter Schlagzeuger. Er hält sich für einen Liebes-Experten und gibt Ismael ungefragt Tipps, wie er Kelly Faulkner, das Mädchen seiner Träume, für sich gewinnen kann. Sich selbst verpasst er mehrere Spitznamen wie Razzman oder Big Z. Gelegentlich ist auch er Betroffener von Barrys Mobbing, lässt dieses im Gegensatz zu Ismael aber nicht an sich herankommen. Im Laufe des Romans werden er und Ismael gute Freunde.

### Bill Kingsley
Bill Kingsley ist übergewichtig und interessiert sich ausschließlich für Science-Fiction und Fantasy. Ismael unterstellt ihm dabei eskapistische Tendenzen, da sich Bill in Gedanken gern in fantastische Welten flüchtet. Bill wird von Razza einmal als ein „stilles Wasser, das nicht tief, sondern flach ist“ bezeichnet.
Bill ist der Auffassung, dass fantastische Literatur einen Nutzen für die Probleme der Menschheit habe und vertritt diese Position auch erfolgreich beim Debattierwettbewerb, womit er alle überrascht. Er vermag sich überhaupt nicht gegen Barrys Mobbing zu wehren, leidet stark darunter, will aber keine Hilfe in Anspruch nehmen.

### Ignatius Prindabel
Ignatius Prindabel ist groß, dürr und hat einen gebückten Gang. Er ist fasziniert von Naturwissenschaften, vor allem von Mathe und Geschichte. Er ist zusammen mit Ismael, Scobie, Razza und Bill im Debattierclub, jedoch nur aus dem Grund, mehr „soziale und interaktive Kompetenzen“ zu entwickeln. Oft redet er von Dingen, die bei den anderen auf Unverständnis treffen. Dennoch werden alle Fünf am Ende ein gutes Team.

### Barry Bagsley
Barry Bagsley ist etwas älter als die anderen Schüler der Klasse 9. Seine Vorliebe ist es, andere Jugendliche zu mobben. Dabei ist es seine Spezialität, Namen zu verdrehen oder mit Schimpfwörtern zu versehen. Die meisten Mitschüler erdulden dieses Verhalten still, ein paar wenige schließen sich ihm an. Aufgrund seines Verhaltens hat Barry regelmäßig Ärger mit den Lehrern und der Schulleitung. Scobie stellt für Barry ein Problem dar, weil sich dieser nicht einschüchtern lässt.

## Themen
Der Roman befasst sich vor allen Dingen mit dem Thema „Mobbing“. Die Personen des Buches gehen sehr unterschiedlich mit diesem Problem um. Ismael erduldet die Demütigungen für die größte Zeit der Handlung, während Scobie sich mithilfe der Macht der Sprache verteidigt. Im weiteren Verlauf erlernt auch Ismael diese Fähigkeit durch den Debattierclub.
Durch den Verweis auf den klassischen Roman Moby Dick und das Beispiel des Ahab wird aufgezeigt, dass Rache keine sinnvolle Lösung sein kann. Der Titel des Buches ist eine Umkehrung des ersten Satzes des Romans Moby Dick: „Nennt mich Ismael.“
Das erfolgreiche Argumentieren ist ein weiteres Thema des Buches. Es wird anschaulich an mehreren Beispielen gezeigt, wie man einer gegensätzlichen Position entgegentritt und seinen eigenen Standpunkt vertritt.

## Rezeption
Der Roman erhielt durchgehend positive Kritiken. Er war nominiert für den Children’s Book of the Year Award 2007. Der Roman gewann den Children’s Peace Literature Award 2007 und den South Australian Festival Award for Children’s Literature 2008.

„Ein kleines dramaturgisches Meisterwerk, das ein ernsthaftes Thema dorthin transportiert, wo es hingehört: in die Herzen der Leser.“

„Ein hochkomischer Jugendroman. Kaum vorstellbar, in einem Jugendbuch einen so herrlichen Sieg von Sprache über Gewalt zu finden.“

## Fortsetzungen
Der Roman zog zwei Fortsetzungen nach sich:
- Ismael und der Auftritt der Seekühe: gebundene Ausgabe (2009); Taschenbuch (2010)
- Ismael. Bereit sein ist alles: gebundene Ausgabe (2012); Taschenbuch (2013)

## Ausgaben
Gebundene Ausgabe:
- Michael Gerard Bauer: Nennt mich nicht Ismael! Carl Hanser, 2008, ISBN 978-3-446-23037-8 (englisch: Don’t Call Me Ishmael. Übersetzt von Ute Mihr).

Taschenbuch:
- Michael Gerard Bauer: Nennt mich nicht Ismael! dtv, 2009, ISBN 978-3-423-62435-0 (englisch: Don’t Call Me Ishmael. Übersetzt von Ute Mihr).

Hörspiel:
- Nennt mich nicht Ismael! (Die Ismael-Trilogie), Bearbeitung: Andreas Sauter, Regie: Nicole Paulsen, Produktion: SWR, 2015